# 托叶樱桃
托叶樱桃（学名：Cerasus stipulacea）是蔷薇科樱属的植物，是中国的特有植物。分布在中国大陆的陕西、四川、甘肃、青海等地，生长于海拔1,800米至3,900米的地区，常生于山谷林下、山坡和山坡灌木丛中，目前尚未由人工引种栽培。

## 别名
托叶樱（经济植物手册）

## 异名
- Prunus stipulacea Maxim.